# ジェームズ・リーズン

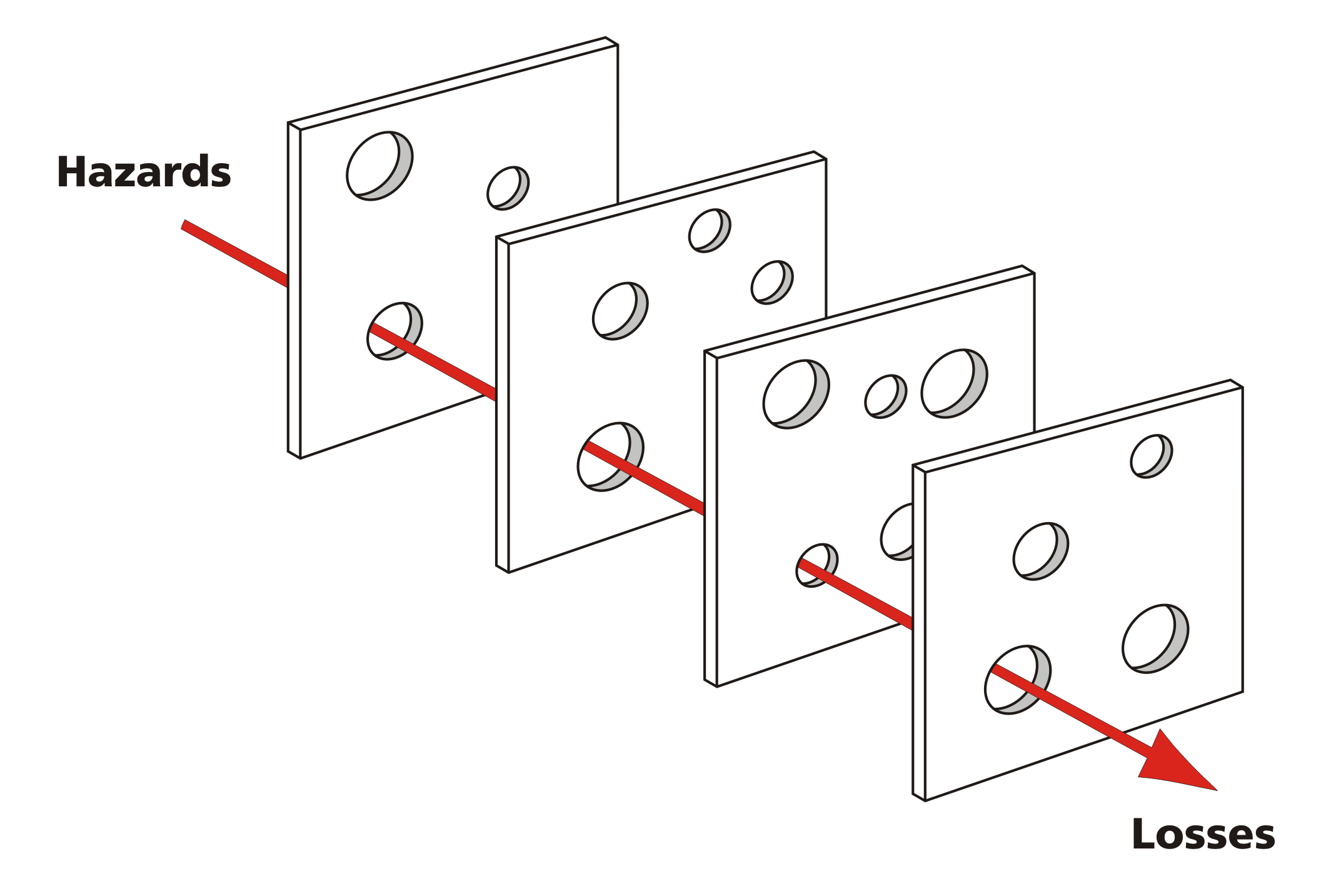
スイスチーズモデルの図解

ジェームズ・リーズン（James Reason、1938年5月1日 - 2025年2月5日）は、ヒューマンファクターの研究者である
。
ヒューマンエラーの対策としての「スイスチーズモデル」の発案者である。
彼は英国心理学会、王立航空協会、英国学士院のフェローであり、英国家庭医学会の名誉フェローである。
病院でのリスク低減に関する彼の業績が認められ、2003年に大英帝国勲章の「コマンダー」を受章した。

## 来歴
1938年5月1日にハートフォードシャー州ワトフォードで生まれた。彼はマンチェスター大学を卒業し、1977年から2001年まで彼自身が同大学の心理学の教授であった。
2025年2月5日に死去。86歳没。

## 出版物
- Human error (1990)
- Managing the risks of organizational accidents (1997)
- Managing Maintenance Error: A Practical Guide (2003)
- The Human Contribution: Unsafe Acts, Accidents and Heroic Recoveries (2008)

## 関連記事
- スイスチーズモデル
- 人間信頼性アセスメント